# Zabelia biflora
Zabelia biflora är en kaprifolväxtart som först beskrevs av Porphir Kiril Nicolai Stepanowitsch Turczaninow, och fick sitt nu gällande namn av Tomitaro Makino. Zabelia biflora ingår i släktet Zabelia och familjen kaprifolväxter. Inga underarter finns listade i Catalogue of Life.